# Jamie Redknapp
Jamie Redknapp (Barton-on-Sea, Hampshire; 25 de junio de 1973) es un exfutbolista inglés. Realizó su carrera deportiva por más de 10 años en el Liverpool FC. Además, pasó por el Tottenham Hotspur.
Tiene una familia ligada al fútbol. Es hijo del entrenador Harry Redknapp, primo del excentrocampista del Chelsea FC, Frank Lampard, y sobrino de Frank Lampard, Sr., quien fuese entrenador del West Ham United.

## Trayectoria
Redknapp jugó desde 1989 a 2005 como profesional. Se inició en el AFC Bournemouth, donde jugó en 13 partidos en dos temporadas.
Después pasó a Liverpool, donde despuntó como centrocampista en 239 partidos con la camiseta red, marcando 31 goles. En el club de Anfield logró varios títulos nacionales e internacionales, aunque nunca llegó a ganar la Liga. Fue capitán del equipo por tres temporadas (1999 a 2002).
Tras el Mundial de Corea-Japón 2002, fichó en el Tottenham Hotspur, para luego finalizar su carrera en el Southampton FC.

## Clubes
- 1989-1991: AFC Bournemouth
- 1991-2002: Liverpool F.C.
- 2002-2005: Tottenham Hotspur
- 2005: Southampton

## Palmarés

### Torneos nacionales
- Copa FA: 1992; 2001.
- Copa de la Liga inglesa: 1995; 2001.
- Charity Shield: 2001.

### Torneos internacionales
- Copa de la UEFA: 2001.
- Supercopa de Europa: 2001.

## Selección de Inglaterra
Debutó en la selección inglesa en 1995 ante Colombia en el mítico Estadio de Wembley, que acabó con empate a cero. Fue nominado para jugar la Eurocopa del año 1996, pero alcanzó las semifinales, perdiendo ante el futuro campeón, Alemania. Como curiosidad, no jugó el mundial de Francia 1998, ni la Eurocopa 2000.
Ha jugado en 17 ocasiones, y ha marcado un gol.
Redknapp es recordado también ya que fue el jugador que, en un encuentro entre Inglaterra y Colombia, envió un tiro al arco que culminaría con la famosísima parada de René Higuita conocida como El Escorpión.

## Vida personal
Estuvo casado con Louise Redknapp (nacida Nurding) desde 1998 a 2017. Tiene dos hijos con ella, Charles William "Charley" Redknapp (nacido el 24 de julio de 2004) en el Hospital Portland de Londres y Beau Henry Redknapp (nacido el 10 de noviembre de 2008).
En mayo de 2021 se hizo público que estaba esperando su primer hijo con su actual pareja, Frida Andersson. En octubre de ese año se casaron y en noviembre de 2021 dieron la bienvenida a su primer hijo en común, Raphael Anders Redknapp.